# Oskar Herrmann
Oskar Herrmann (* 12. September 1906 in Heilbronn; † 19. Mai 1999) war deutscher Unternehmer und Sportschützen-Funktionär.

## Leben
Er war der Sohn des Heilbronner Goldwarenfabrikanten Franz Herrmann († 1944). Der Vater hatte die Fabrik 1899 in der Kaiserstraße 17 gegründet und 1932 ein Grundstück an der Allee 32 bezogen. Die Fabrik wurde beim Luftangriff vom 4. Dezember 1944 zerstört, wobei auch Franz Hermann ums Leben kam. Oskar Herrmann war unterdessen zum Kriegsdienst eingezogen worden. Bei Kriegsende kam er in sowjetische Kriegsgefangenschaft, wurde jedoch nach vier Monaten entlassen. Zurück in Heilbronn machte er sich an den Wiederaufbau des Familienunternehmens. Die Behelfsbaracke an der Allee, mit der er den Wiederaufbau begann, musste auf Druck von Oberbürgermeister Paul Meyle in den 1950er Jahren für den Neubau der Festhalle Harmonie weichen; Hermann fand einen neuen Unternehmensstandort in der Lerchenstraße 12. Herrmanns Unternehmen fertigte vor allem fugenlose Trauringe, auf die er ein Patent besaß. Von 1960 bis 1972 war Hermann Vorsitzender der Fachgruppe „Trauringe“ des Industrieverbandes Schmuck und Silberwaren in Pforzheim. 1978 verkaufte Herrmann sein Patent nebst Geräten und Kundenliste an ein bayerisches Unternehmen.
Von 1950 bis 1954 wirkte er als Schöffe beim Landgericht Heilbronn, von 1954 bis 1958 als Geschworener beim Schwurgericht Heilbronn.
Weit mehr als durch sein Unternehmen wurde Herrmann als Funktionär für den Schießsport bekannt. Bereits der Vater war Sportschütze und hat den jungen Oskar schon in frühester Kindheit mit dem Schießen vertraut gemacht. 1923 trat Oskar Herrmann in die Heilbronner Schützengilde ein und nahm danach regelmäßig an Schießwettbewerben mit Zimmerstutzen und Feuerstutzen, ab den späten 1920er Jahren auch mit dem Kleinkalibergewehr teil. 1933 wurde er zum Unterkreisschützenführer des Unterkreises Heilbronn berufen und begann seine Funktionärslaufbahn. 1934 war er beim Deutschen Bundesschießen in Leipzig erstmals bei einem nationalen Wettbewerb vertreten, 1937, 1938, 1941 und 1944 nahm er jeweils in der Disziplin mit dem Wehrmanngewehr 175 an den Deutschen Meisterschaften teil. 1937 stieg er zum Kreisschützenführer für den Kreis 6 Neckar-Kocher auf.
Nach dem Zweiten Weltkrieg war er 1951 an der Wiedergründung des Württembergischen Landesschützenvereins beteiligt und wurde 1952 zum Landesschützenmeister gewählt. Als solcher wirkte er auch im Gesamtvorstand des Deutschen Schützenbundes mit. 1954 gab er die Initiative zur Wiedergründung des 1. Heilbronner Schützenvereins, 1963 die zur Wiedergründung des Schützenvereins 1903 Heilbronn. In den 1950er und 1960er Jahren nahm er noch an mehreren Landes- und Bundesschießen teil. 1960 wurde er in den Ehrungsausschuss des Deutschen Schützenbundes berufen, dessen Vorsitz er von 1961 bis 1992 innehatte. 1962 war er Betreuer der deutschen Schützen-Nationalmannschaft bei der Weltmeisterschaft in Kairo. 1963 vertrat er den Deutschen Schützenbund beim 9. Österreichischen Bundesschießen. 1964 holte er den Deutschen Schützentag in seine Heimatstadt Heilbronn, verfehlte bei der Präsidiumswahl jedoch noch knapp den Einzug ins Präsidium. 1966 war er bei der Schützen-WM in Wiesbaden verantwortlich für den Einmarsch der Nationen und die Siegerehrungen. Von 1967 bis 1973 gehörte er dem Präsidium des Deutschen Schützenbundes an, den er bei zahlreichen internationalen Anlässen vertrat, u. a. auch bei der Olympiade in München, wo er für die Siegerehrungen verantwortlich zeichnete. Er blieb zeitlebens aktiver Sportschütze und Funktionär. Noch im hohen Alter von fast 90 Jahren hat er an Senioren-Wertungsschießen teilgenommen und ist als Festredner bei Schützenveranstaltungen aufgetreten. Für sein Engagement wurde er vielfach geehrt.
Außer für den Schießsport interessierte sich Herrmann auch für Tennis. Er war 1924 Gründungsmitglied des Tennis-Club Sonnenbrunnen Heilbronn und war von 1928 bis 1941 und von 1948 bis 1956 Vorsitzender dieses Clubs. Er gehörte außerdem der Jägervereinigung Kreis Heilbronn an, für die er von 1964 bis 1980 die Rechnungsprüfung erledigte und von 1956 bis 1986 deren Ehrenrat angehörte.
Kurz vor seinem Tod hat er unter dem Titel Schützen-Lebensgeschichte eines Idealisten seine Memoiren verfasst.

## Ehrungen
- 1956: Ehrenmitglied der Schützengesellschaft Heidenheim
- 1962: Ehrenring des Deutschen Schützenbundes
- 1962: Ehrenring des Württembergischen Landesschützenvereins
- 1964: Silberne Stadtmedaille der Stadt Heilbronn
- 1964: Goldene Präsidenten-Medaille des Deutschen Schützenbundes
- 1964: Ehrenmitglied beim TC Sonnenbrunnen Heilbronn
- 1966: Goldene UIT-Plakette
- 1971: Ehrenring des Württembergischen Schützenverbandes
- 1972: Bundesverdienstkreuz am Bande
- 1973: Goldene Ehrennadel des Württembergischen Landesschützenbundes
- 1973: Ehrenmitglied des Deutschen Schützenbundes
- 1973: Ehrenmitglied des Schützenvereins 1903 Heilbronn
- 1973: Goldene Plakette der Heilbronner Schützengilde
- 1975: Goldener Becher der Stadt Heilbronn
- 1979: Ehrenmitglied der Heilbronner Schützengilde
- 1993: Goldene Ehrennadel des Deutschen Schützenbundes für 70-jährige Mitgliedschaft

## Schriften
- Schützen-Lebensgeschichte eines Idealisten, Heilbronn o. J. (1996)